# El elegido (película de 2016)
El elegido es una película hispanomexicana escrita y dirigida por Antonio Chavarrías. protagonizada por Alfonso Herrera, en el papel de Ramón Mercader, y Hannah Murray, interpretando a Sylvia Ageloff, secretaria personal de León Trotski. La película está documentada entre los años 1937 y 1940. Es la película número 10 de Antonio Chavarrías. La película se estrenó el 2 de septiembre de 2016 en España, con críticas positivas. 

## Argumento
España, 1937. Un joven oficial republicano llamado Ramón Mercader es reclutado por el servicio de espionaje soviético para participar en una misión de alto secreto ordenada por el propio Stalin: asesinar a León Trotski, a quien considera un traidor. Tras prepararse concienzudamente en Rusia, Ramón viaja a París bajo una nueva identidad, la de un belga adinerado llamado Jacques Mornard. Allí va a conocer a Sylvia, una joven que participa en la fundación de la Cuarta Internacional, auspiciada por Trotski. Su amor parece sincero, sin embargo, cuando en 1940 se reencuentran en México, país en el que Sylvia trabaja para Trotski, exiliado del régimen soviético, sus instrucciones son claras. Jacques (Ramón), que ahora trabaja para una empresa tapadera, justifica su viaje diciendo que se refugia de la Guerra que asola Europa. La bella Sylvia se ha convertido en la secretaria personal del viejo León Trotski. Ajena a los verdaderos planes de su amado, Sylvia le abre las puertas de su vida y le introduce en el círculo íntimo de su letal objetivo. 

## Reparto
- Algis Arlaukas como General
- Frances Barber como Natalia
- Jenny Beacraft como Ruby
- Víctor Benjumea como Interrogador ruso
- Alejandro Calva como Siqueiros
- Roger Casamajor como Carles Vidal
- Emilio Echevarría como Coronel Salazar
- Ainhoa García Forcada como Carmen Vidal
- Javier Godino como Costa
- Henry Goodman como León Trotski
- Toby Harper como Harold Robins
- Alfonso Herrera como Ramón Mercader
- Alexander Holtmann como Sheldon
- Humberto Busto como Homero
- Brontis Jodorowsky como Otto
- Hannah Murray como Sylvia Ageloff
- Elvira Mínguez como Caridad del Río
- Luis Rosales (actor) como Conserje Montejo
- Julian Sands como Kotov
- Gustavo Sánchez Parra como Balderas

## Producción
Producida por la mexicana Alebrije Cine y Vídeo y Oberon Cinematográfica, 'El Elegido' cuenta con la participación de TVE y TVC, y el apoyo de ICAA, ICEC, Ibermedia Desarrollo y Programa Media. El rodaje de este thriller de suspense y espionaje se llevó a cabo en varias localizaciones de México (Coyoacán, Xochimilco o Parque España) y en la ciudad de Barcelona (España) durante 8 semanas. En la capital catalana se recrearon las escenas de la guerra civil española. La revista Variety informó en abril de 2015 del rodaje de la cinta.

## Recepción crítica
| País              | Medio / Autor(a)            | Crítica | Tendencia        |
| ----------------- | --------------------------- | --- | ---------------- |
| Bandera de España | Diario El País Javier Ocaña | « Una producción seguramente ajustada, pero que enmascara bien sus carencias presupuestarias con la imaginación en la puesta en escena (…) y el buen trabajo en el envoltorio formal.» | Crítica positiva |
| Bandera de España | Cinemanía Andrea G. Bermejo | «Chavarrías lleva a buen puerto este thriller en el que, visto lo apasionante del asunto, apenas había qué guionizar.» | Crítica positiva |
| Bandera de España | Fotogramas Nuria Vidal      | «Chavarrías se ha preocupado por conseguir una atmósfera que evoca el cine de la época. Y lo ha conseguido con la ayuda de la fotografía de Guillermo Granillo y la colaboración de un grupo de actores entregados, especialmente el mexicano Alfonso Herrera que encarna a Mercader y Henry Goodman que da vida a Trotsky.» | Crítica positiva |

## Estreno
| Fechas de estreno (Fuente: IMDb) |                         |           |                          |
| País                             | Fecha de estreno        | País      | Fecha de estreno         |
| España                           | 2 de septiembre de 2016 | Francia   |                          |
| Italia                           |                         | Argentina |                          |
| México                           | 2 de septiembre de 2016 | Finlandia |                          |
| Reino Unido                      |                         | Portugal  | 15 de septiembre de 2016 |